# Allarete kirghizica
Allarete kirghizica är en tvåvingeart som beskrevs av Boris Mamaev och Zaitzev 1998. Allarete kirghizica ingår i släktet Allarete och familjen gallmyggor. Inga underarter finns listade i Catalogue of Life.